# Juventudes Italianas del Littorio
La Gioventù Italiana del Littorio (GIL) (español: Juventudes Italianas del Littorio) fue el movimiento juvenil consolidado del Partido Nacional Fascista de Italia que se estableció en 1937, para reemplazar la Ópera Nazionale Balilla (ONB). Fueron creadas para supervisar e influir en las mentes de todos los jóvenes, que fue dirigido efectivamente contra la influencia de la Iglesia Católica en los jóvenes.

## Carácter
La organización superó su propósito como una institución cultural que tenía la intención de servir como la contraparte ideológica de la escuela, y sirvió como un grupo paramilitar (capacitación para futuras tareas en el ejército italiano), así como educación en la carrera de elección, tecnología (incluidos cursos posteriores a la escuela para adultos legales) o educación relacionada con el hogar y la familia (únicamente para las niñas). Llevó a cabo el adoctrinamiento con un mensaje de italiano y fascista, entrenando a los jóvenes como "los fascistas del mañana".
Además, el GIL se hizo cargo de todas las actividades iniciadas por las escuelas y presionó a los maestros para que alistaran a todos los estudiantes. Además de los habituales "sábados fascistas", los niños pasaban sus veranos en campamentos, que incluían el Campi Dux a nivel nacional, reuniones de Balilla y Avanguardisti.

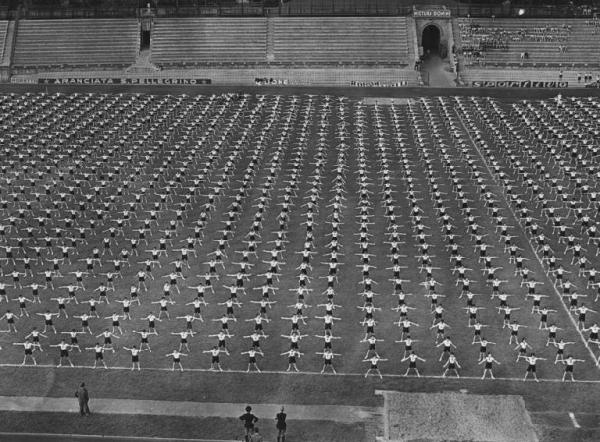
Gioventù Italiana del Littorio, Milán.

Los niños varones inscritos vestían un uniforme adaptado del de las camisas negras: la camisa negra homónima, el fez de la tradición Arditi, pantalones gris-verdes, emblemas de fasces negros y pañuelos azules (es decir, en el color nacional de Italia). Durante los ejercicios militares, estaban armados con una versión reducida del rifle de servicio del Ejército Real Italiano, el Moschetto Balilla (los fusiles fueron reemplazados por versiones de réplica para la Figli della Lupa).